# Ordre de Saint-Guillaume
Ne doit pas être confondu avec guillelmites.
L’ordre de Saint-Guillaume est un ordre monastique catholique aujourd'hui disparu, fondé au XIIe siècle sous l’influence de saint Guillaume de Malavalle.
Les moines qui le composaient étaient appelés les ermites de Saint-Guillaume ou, plus communément, les guillemites et, plus rarement, guillemins ou guillelmites.
Ils relevèrent tour à tour de la règle de saint Benoît et de celle de saint Augustin. Après un essor rapide dans de nombreux pays d’Europe occidentale, l'ordre déclina à partir du XVIIe siècle, pour disparaître au XIXe siècle.

## Histoire

### Origines
L'ordre des guillemites trouve ses origines après la mort de l'ermite et ascète Guillaume en 1157 dans sa retraite de Malavalle, à Castiglione della Pescaia, dans la province de Grosseto, en Toscane. Quoique Guillaume n'en eût pas émis l'intention, l'ordre fut fondé par ses disciples, particulièrement son biographe Alberto. Peu à peu, le petit groupe d'ermites se transforma en une communauté cénobitique. Probablement stimulé par l'affluence des pèlerins sur le site du tombeau du saint, attirés par sa réputation miraculeuse, l'ordre s'étendit à la Toscane puis aux Marches, à l'Ombrie et enfin au Latium avant de franchir les Alpes. La règle de l'ordre fut approuvée par le pape Innocent III en 1211.

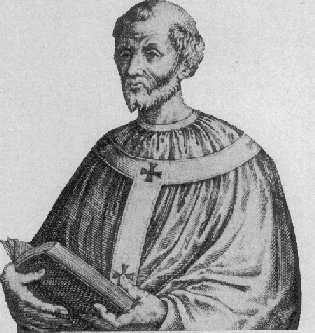
Alexandre IV.

Cependant, dès les années 1250, les monastères guillemites se départagèrent entre l'observance simple et la stricte observance de la vie apostolique, ce qui amena les deux courants à un conflit insoluble. En 1254, le prieur général se démit de ses fonctions et deux congrégations se formèrent alors : celle de Malavalle et celle de Montefavale (Pesaro).
À ces dissensions s'ajouta bientôt la question de la réforme des ordres de Toscane. En 1243, le pape Innocent IV avait promulgué la bulle Incumbit nobis, dans laquelle il invitait les communautés érémitiques de Toscane à se rassembler en un ordre unique sous la règle de saint Augustin, les Ermites de saint Augustin. En 1256, le pape Alexandre IV procéda à cette unification. Certains couvents guillemites acceptèrent cette modification de la règle, dont Ardenghesca, Selvamaggio, Murceto et peut-être Castiglione della Pescaia, tandis que d'autres, comme Torre di Palma (marche d'Ancône), passèrent à la règle bénédictine.

### Diffusion
En Italie, l'ordre de Saint-Guillaume possédait plusieurs églises et abbayes, parmi lesquelles S. Guglielmo d'Acerona près d'Acquapendente, S. Maria dell'Assunta à Buriano, San Giovanni d'Argentella, Sant'Antonio di Val di Carsia, San Michele à Monticchio, San Salvatore di Giugnano (Roccastrada), Santa Croce (Monterotondo Marittimo), San Pancrazio al Fango (Padule di Castiglione), S. Maria Maddalena (Montepescali), San Quirico près de Populonia et Sant'Antimo à Piombino.

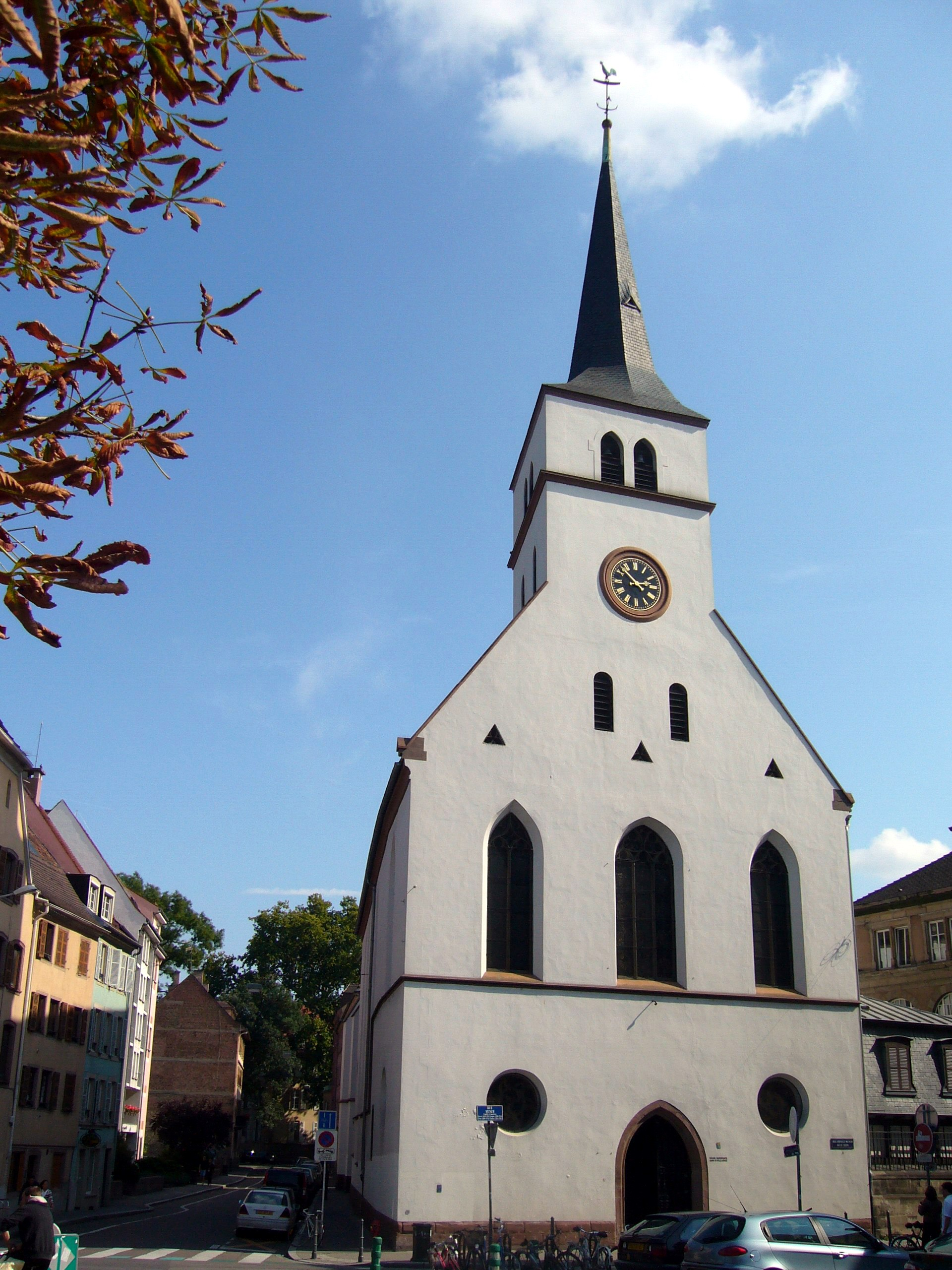
L'église Saint-Guillaume de Strasbourg

Rapidement présent en Autriche, en Hongrie, en Bohême, l’ordre s’étendit également en Allemagne. Les principaux établissements des Guillemites y furent Himmelpforten, Bedernau, Schönthal, Oberried (Breisgau), Gräfinthal (Saarland), Windsbach (Bacharach), Witzenhausen (aujourd'hui partie intégrante de l'université de Cassel) et Heiligenstein à Thal (Ruhl).
L'ordre s'installa en France, d'abord à partir de 1249 au prieuré de Louvergny, où il demeura jusqu'en 1643, puis en 1256 à Montrouge jusqu'en 1618, date à laquelle ce prieuré s'unit à la congrégation de Saint-Vanne et Saint-Hydulphe. Enfin, les Guillemites s'établirent à Paris en 1297, au monastère des Blancs-Manteaux, à la suite de la suppression de l'ordre des Servites de Marie par le deuxième concile de Lyon. Les Servites de Marie étaient surnommés Blancs-Manteaux en raison de la couleur de leur habit. Les guillemites, eux, étaient vêtus de manteaux noirs, mais malgré cela le monastère conserva ce surnom. À proximité de l'ancien couvent, une rue donnant sur la rue des Blancs-Manteaux, la rue des Guillemites, porte toujours leur nom. Plus tardivement, ils fondèrent à Strasbourg un monastère dont il demeure aujourd'hui l'église Saint-Guillaume, édifiée entre 1298 et 1307.
L’une des régions où les guillemites s’établirent le plus fortement fut celle des Pays-Bas (les actuels Pays-Bas, Belgique et Nord-Pas-de-Calais) : 
- en 1205 au monastère de Baseldonk (nl) à Bois-le-Duc ; 
- en 1248, au prieuré de Bernardfagne, près de Ferrières ;
- en 1255, à l’abbaye des Guillemins de Walincourt-Selvigny ; 
- en 1269 à Nivelles ; 
- en 1261 ou 1262, au monastère de Nieulande, à Eringhem ; les moines déménagent en 1458, à Oudezelle, et en 1464, à Noordpeene ; 
- en 1277 à Huijbergen ; 
- en 1283 à Flobecq ; 
- en 1287, au couvent des Guillemins de Liège, qui a donné son nom à l’actuel quartier des Guillemins dans cette même ville ;
- à Biervliet (ensuite à Bruges), Alost et Beveren.

### Relations avec les Augustins
En Toscane, les Guillemites et les ermites de saint Augustin, établis au début du XIIIe siècle autour de Sienne, Lucques et Pise, furent réunis par Innocent IV en 1243 dans la congrégation des Ermites de Toscane. Dans la ligne des canons du concile Latran IV, qui interdisaient la multiplication d'ordres nouveaux, l'unification fut élargie et organisée par le pape Alexandre IV dans la bulle Licet Ecclesiae Catholicae du 9 avril 1256, confirmant l'union (Magna Unio).
Les principaux problèmes que durent affronter les promoteurs de l'union relevaient de la question de la pauvreté volontaire, et notamment des biens communs aux frères, et de l’esprit d'autonomie des communautés érémitiques, qui ne s'accommodait pas facilement des obligations d'obéissance envers une hiérarchie de supérieurs provinciaux. Ces problèmes expliquent la lenteur de l'unification réalisée progressivement sur un demi-siècle et le maintien de privilèges particuliers : ainsi, les Guillemites conservèrent le droit de mener une vie plus rude et ascétique. Tous reçurent cependant la même large coule noire à ceinture de cuir, cependant qu'ils abandonnèrent rapidement l'attribut érémitique du bâton.
L'union obéissait à un principe de réciprocité dans la fédération. Cela explique que rapidement, l'ordre des Frères Sachets, plus ou moins forcés d'adhérer à l'union, s'en séparèrent vers 1263, tandis que les Guillemites furent lentement assimilés. La stabilisation définitive de l'ordre intervint avec les constitutions de Ratisbonne promulguées en 1290.

### Extinction
L'ordre des Guillelmites disparut dès le XVIIe siècle d'Italie, avant de disparaître progressivement du Saint-Empire romain germanique à la suite de la Réforme. L'ordre y disparaîtra complètement en 1785 à la suite de la réforme des ordres religieux par Joseph II en 1781.
En France, le cardinal de Retz ferma le monastère des Blancs-Manteaux à Paris en 1618, pour cause de « grand désordre ». La même année, l’ordre est rattaché aux bénédictins.
Les guillemites, qui ne comptaient plus que très peu de membres, une vingtaine, firent partie des neuf ordres dissous par la Commission des Réguliers dans les années 1770, tandis que Loménie de Brienne écrivait à leur sujet que « la réputation et la conduite au moins oisives et inutiles de l'ordre ne peuvent guère laisser de regrets ». Si la suppression ne fut pas immédiatement suivie d'effet, la petite communauté de guillemites de Walincourt-Selvigny, dans le Nord, trop pauvre et trop peu nombreuse, se dispersa dans l'indifférence des autorités ecclésiastiques vers la fin des années 1770. Le décret de l'Assemblée constituante contre les ordres religieux du 13 février 1790 entérina leur disparition.
Aux Pays-Bas, un monastère subsista jusqu'en 1847 à Huijbergen, qui conserve un musée consacré à l'ordre et à l'ancien monastère.

### Articles liés
- Philippe Benizi
- Congrégation de Saint-Maur
- Ordres religieux par ordre alphabétique
- Liste des ordres réguliers catholiques
- Liste des congrégations catholiques
- Histoire des congrégations chrétiennes